# Sepp Dürr

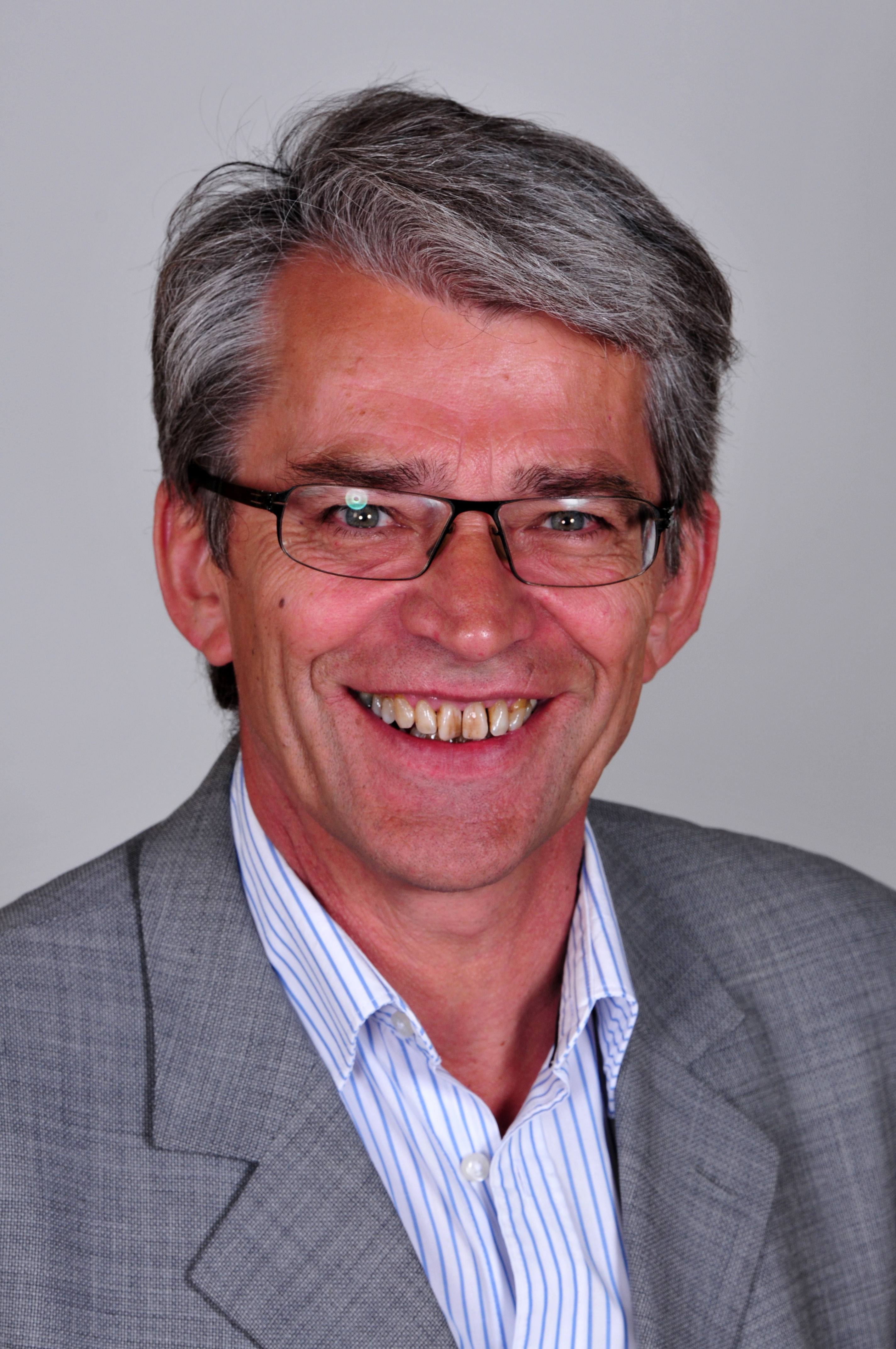
Sepp Dürr (2012)

Josef „Sepp“ Dürr (* 26. Dezember 1953 in München; † 26. Januar 2023) war ein deutscher Politiker (Bündnis 90/Die Grünen). Von 1998 bis 2018 war er Mitglied des Bayerischen Landtages, von 2000 bis 2008 als Vorsitzender der Grünen-Fraktion.

## Leben
Dürr machte 1974 Abitur und studierte deutsche und italienische Literatur sowie Philosophie. 1982 promovierte er an der Ludwig-Maximilians-Universität München in Philosophie. Danach stellte er mit seiner Schwester den Germeringer Bauernhof der Eltern auf biologische Landwirtschaft um.
Dürr war von 1990 bis 2002 Mitglied des Stadtrates von Germering. 1997 trat er den Bündnisgrünen bei und wurde 1998 über die oberbayerische Bezirksliste seiner Partei in den Landtag gewählt. Zunächst war er von 1998 bis 2001 Mitglied im Ausschuss für Hochschule, Forschung und Kultur, dann im Landwirtschaftsausschuss. Bei der Landtagswahl 2003 wurde er erneut in den Landtag gewählt. Von 2000 bis 2003 hatte er zusammen mit Christine Stahl den Fraktionsvorsitz seiner Partei im Landtag inne, danach bis 2008 mit Margarete Bause.
Bei der Landtagswahl 2008 trat er im Stimmkreis Landsberg am Lech, Fürstenfeldbruck-West als Direktkandidat an und erhielt mit 15,3 % nach Thomas Goppel das zweitbeste Ergebnis in diesem Stimmkreis. Er wurde über die Wahlkreisliste Oberbayern erneut in den Landtag gewählt. Im November 2012 kündigte er aus gesundheitlichen Gründen zunächst an, bei der nächsten 2013 Wahl nicht erneut antreten zu wollen.
Nach einer Verbesserung seines Gesundheitszustandes bewarb er sich bei der Landtagswahl 2013 erneut um ein Mandat und wurde zum vierten Mal über die Wahlkreisliste Oberbayern in den Landtag gewählt, obwohl er keinen eigenen Stimmkreis hatte und somit keine Erststimmen erhalten konnte.
Im Dezember 2013 verhüllte Sepp Dürr zusammen mit seiner Kollegin Katharina Schulze temporär ein Denkmal am Marstallplatz in München, gewidmet „Den Trümmerfrauen und der Aufbaugeneration“ mit einem braunen Tuch, bedruckt mit der Aussage „Den Richtigen ein Denkmal, nicht den Alt-Nazis. Gegen Spaenles Geschichtsklitterung“. Die Aktion befeuerte eine heftige Debatte über die Aufbaugeneration in München.
Bei der Landtagswahl 2018 verfehlte er aufgrund seines hinteren Listenplatzes den Wiedereinzug ins Parlament. Bei den Kommunalwahlen im März 2020 wurde er wieder in den Stadtrat von Germering gewählt, dem er dann bis zu seinem Tode angehörte.
Er war bis Anfang 2014 Mitglied im Kuratorium der Akademie für Politische Bildung Tutzing.
Sepp Dürr lebte in Germering und war verheiratet. Aus der Ehe gingen drei Kinder hervor. Er starb 2023 im Alter von 69 Jahren an den Folgen einer Krebserkrankung.

## Bücher
Josef Dürr: Die Expressionismusdebatte. Untersuchungen zum Werk von Georg Lukacs. Dissertation an der Ludwig-Maximilians-Universität zu München, Starnberg, 1982. 
Sepp Dürr veröffentlichte 1998 das satirische Büchlein DIE GRÜNEN - das alternative Parteibuch (mit Illustrationen von Klaus Puth) - Tomus-Verlag. ISBN 978-3823115588
2024 erschien postum sein Buch über seine Heimatgemeinde Germering: Ein Dorf wie jedes andere. Germering um 1960 (Allitera-Verlag München 2024). ISBN 978-3962334529